# 카사노바 (2005년 영화)
《카사노바》(Casanova)는 미국에서 제작된 라세 할스트롬 감독의 2005년 코미디, 드라마, 멜로/로맨스 영화이다. 히스 레저 등이 주연으로 출연하였고 벳시 비어스 등이 제작에 참여하였다.

## 출연

### 주연
- 히스 레저

### 조연
- 시에나 밀러
- 제레미 아이언스
- 올리버 플랫
- 레나 올린
- 오미드 다릴리
- 스티븐 그리프
- 켄 스탓
- 헬렌 매크로리

## 기타
- 제작책임: 리처드 L. 폭스
- 공동제작: 귀도 세라수올로
- 공동제작: 애덤 메림스
- 미술: 데이비드 그롭먼
- 의상: 제니 비번
- 배역: 프리실라 존
- 배역: 론나 크레스
- 배역: 릴리아 트라파니
- Ass-PD: 미첼 세이코